# 山脇百合子
山脇 百合子（やまわき ゆりこ、1941年12月3日 - 2022年9月29日）は、日本の絵本作家、挿絵画家。結婚前の姓は大村。カトリック教徒。

## 生涯
東京府出身。東京都立西高等学校、上智大学外国語学部フランス語科卒。高校三年の頃より童話の挿絵や絵本の仕事を多く手がける。20代前半で結婚、3児の母。
児童文学者の実姉・中川李枝子との共著も多く、『ぐりとぐら』（福音館書店）は海外にも翻訳されている。
1967年『ぐりとぐらのおきゃくさま』で厚生大臣賞受賞。2013年に菊池寛賞を受賞。他受賞多数。
2022年9月29日午後8時32分、シェーグレン症候群の衰弱により、死去。80歳没。

## 主要作品
- 『ぐりとぐら』シリーズ 文・中川李枝子（福音館書店）
- 『そらいろのたね』 文・中川李枝子（福音館書店）
- 『たからさがし』 文・中川李枝子（福音館書店）
- 『いやいやえん』 文・中川李枝子（福音館書店）
- 『かえるのエルタ』 文・中川李枝子（福音館書店）
- 『なぞなぞえほんセット』 文・中川李枝子（福音館書店）
- 『森おばけ』 文・中川李枝子（福音館書店）
- 『おひさまはらっぱ』 文・中川李枝子（福音館書店）
- 『わんわん村のおはなし』 文・中川李枝子（福音館書店）
- 『なぞなぞえほん』 文・中川李枝子（福音館書店）
  - 1のまき
  - 2のまき
  - 3のまき
  - カレンダー なぞなぞえほん2002
- 『こどものためのたのしい劇集』 作と構成・中川李枝子、音楽・熊谷隆子（福音館書店）
- 『子どもとお母さんのおはなし』 文・中川李枝子（のら書店）
  - 『こぎつねコンチ 子どもとお母さんのおはなし』
  - 『けんた・うさぎ 子どもとお母さんのおはなし』
  - 『三つ子のこぶた 子どもとお母さんのおはなし』
- 『ねこのおんがえし』 文・中川李枝子（のら書店）
- 『いたずらぎつね』 文・中川李枝子（のら書店）
- 『やまわきゆりこのあかちゃん日記』（のら書店）
- 『じぶんでつくる６さいまでのアルバム』（のら書店）
- 『やまわきゆりこのデイブック』（のら書店）
- 『たんたのたんけん』 文・中川李枝子（学研）
- 『本・子ども・絵本』 文・中川李枝子（大和書房）
- 『あひるのバーバちゃん』 文・神沢利子（偕成社）
  - 『バーバちゃんのおみまい』
  - 『バーバちゃんととんできたぼうし』
  - 『バーバちゃんのおきゃくさま』
- 『べんけいとおとみさん』 文・石井桃子（福音館書店）
- 『もりのへなそうる』 文・渡辺茂男 （福音館書店）
- 『せっけんつけてぶくぶくぷわー』 文・岸田衿子（福音館書店）
- 『このゆきだるまだーれ?』 文・岸田衿子（福音館書店）
- 『きょうのおべんとうなんだろな』 文・岸田衿子（福音館書店）
- 『木いちごつみ 子どものための詩と絵の本』 文・岸田衿子（福音館書店）
- 『こどもの季節』 文・原田和子（婦人之友社）
- 『おいしい料理のほん みんなでつくってみんなでたべよう!』 文・大原照子 （福音館書店）
- 『ベッツィーとテイシイ』 文・モード ・ハート・ラブレイス、訳・恩地三保子（福音館書店）復刻あり
- 『あたまをつかった小さなおばあさん』 文・ポープ・ニューウェル、訳・松岡享子（福音館書店）
- 『きつねのルナール』 文・レオポルト・ジョヴォー（福音館書店）＊この本の訳も山脇が執筆している。
- 『こんにちはおてがみです』（福音館書店）＊中川李枝子を含む多数の作家が参加
- 『ねずみのおいしゃさま 英語版』 文・中川正文、訳・ミア・リン・ペリー（アールアイシー出版）
- 『木いちごの王さま』2011年2月、文・ サカリアス・トペリウス、訳、岸田衿子（集英社）

など多数。